# Dichostemma glaucescens
Dichostemma glaucescens är en törelväxtart som beskrevs av Jean Baptiste Louis Pierre. Dichostemma glaucescens ingår i släktet Dichostemma och familjen törelväxter. Inga underarter finns listade i Catalogue of Life.